# Армстронг, Райан Кира
Райан Кира Армстронг (англ. Ryan Kiera Armstrong) (род. 10 марта 2010, Нью-Йорк, Нью-Йорк, США) — американская актриса. Известна тем, что сыграла роль Чарли Макги в фильме 2022 года «Воспламеняющая взглядом». Также сыграла Брук в фильме «Отзвуки прошлого» (2023). На телевидении сыграла Альму Гарднер в «Американской истории ужасов: Двойной сеанс» (2021).

## Биография
Армстронг родилась в Нью-Йорке, в семье доктора Берты Бачич и актёра Дина Армстронга и стала самым младшим, пятым ребёнком. Оба её родителя канадцы, поэтому у Райан двойное гражданство. Её мать и старшие сестры — стоматологи, а отец, Дин Армстронг, получивший известность как актёр благодаря роли второго плана в сериале «Близкие друзья», является также учителем актёрского мастерства. Всего через 4 дня после рождения Райан он впервые взял её на съемочную площадку фильма «Пила 3D». У Армстронг есть домашний питомец — бернский зенненхунд. Среди её увлечений — фотография и рисование, а некоторые из её работ были использованы в фильмах с её участием, например «Воспламеняющая взглядом».
Армстронг начала сниматься в возрасти пяти лет. Первую значительную роль в сериале она получила в «Энн», в котором снималась с 2017 года. За сериалами последовали «Правда о деле Гарри Квеберта» в 2018 году и «Американская история ужасов: двойной сеанс» в 2021 году. Для роли в последнем, Альмы Гарднер, скрипачки-вундеркинда, Райан за год начала съёмок начала еженедельные репетиции, чтобы освоить инструмент. Свои первые роли в «полном метре» она сыграла в 2019 году; в фильмах «Черная вдова» и «Война будущего» (оба вышли в прокат в 2021 году) она сыграла главных героинь в детстве.
Армстронг сыграла главную роль подростка-пирокинетика Чарли Макги в фильме «Воспламеняющая взглядом», вышедшем на экраны в мае 2022 года, второй экранизации одноимённого романа Стивена Кинга. За эту роль её в 2023 году номинировали на премию «Золотая малина» как худшую актрису года. Номинация была снята после волны критики в адрес устроителей. В итоге организаторы премии вручили «Золотую малину» самим себе и пообещали впредь не номинировать актёров младше 18 лет.

## Фильмография
| Год       |   | Русское название                           | Оригинальное название                    | Роль                                                  |
| --------- | - | ------------------------------------------ | ---------------------------------------- | ----------------------------------------------------- |
| 2017—2019 | с | Энн                                        | Anne with an E                           | Минни Мэй Бэрри / англ. Minnie May Barry              |
| 2018      | с | Правда о деле Гарри Квеберта               | The Truth About the Harry Quebert Affair | Нола Келлерган в детстве / англ. young Nola Kellergan |
| 2019      | ф | Невероятный мир глазами Энцо               | The Art of Racing in the Rain            | Зои Свифт / англ. Zoë Swift                           |
| 2019      | ф | Оно 2                                      | It Chapter Two                           | Виктория Фуллер / англ. Victoria Fuller               |
| 2020      | ф | Глории                                     | The Glorias                              | Глория-девочка / англ. Gloria Steinem (young)         |
| 2020      | ф | Пожелание единорогу                        | Wish Upon a Unicorn                      | Миа Диндал / англ. Mia Dindal                         |
| 2021      | ф | Чёрная вдова                               | Black Widow                              | Антония Дрейкова в детстве / англ. young Antonia      |
| 2021      | ф | Война будущего                             | The Tomorrow War                         | Мюри Форестер в детстве / англ. young Muri Forester   |
| 2021      | с | Американская история ужасов: Двойной сеанс | American Horror Story: Red Tide          | Альма Гарднер / англ. Alma Gardner                    |
| 2022      | ф | Воспламеняющая взглядом                    | Firestarter                              | Шарлин «Чарли» Макги / англ. Charlene "Charlie" McGee |
| 2022      | ф | Полевой цветок                             | Wildflower                               | Би в детстве / англ. young Bambi "Bea" Johnson        |
| 2023      | ф | Отзвуки прошлого                           | The Old Way                              | Брук Бриггс / англ. Brooke Briggs                     |
| 2024—2025 | с | Звёздные войны: Опорная команда            | Star Wars: Skeleton Crew                 | Ферн / англ. Fern                                     |
| 2025      | с | Палка                                      | Stick                                    | Анжела / англ. Angela                                 |